# Фофанов, Владимир Иванович
Влади́мир Ива́нович Фо́фанов («капитан Фофан») — российский морской военный деятель, капитан 2-го ранга; кавалер ордена Святого Георгия 4-й степени.

## Биография
23 марта 1820 года поступил в Морской корпус кадетом.
15 марта 1821 года произведён в гардемарины.
21 апреля 1824 года произведён в мичманы с переводом в Астрахань.
1825 год на транспорте «Яик» плавал между Астраханью и островом Сара.
1826 год переведён из Астрахани в Кронштадт.
1827 год на корабле «Гангут» перешёл от Кронштадта до Портсмута, оттуда в Средиземное море. Участвовал в Наваринском сражении, за что был награждён орденом Святой Анны 4-й степени с надписью «За храбрость».
В 1828—1831 годах на корабле «Александр Невский» крейсировал в Средиземном море и Архипелаге, а потом возвратился в Кронштадт.
26 февраля 1830 года произведён в лейтенанты.
1832 год переведён в Каспийскую флотилию.
В 1833—1841 годах командовал бригами «Туркменчай», «Джеван-Булак», «Аракс» и пароходом «Кура» в Каспийском море.
14 апреля 1840 года произведён в капитан-лейтенанты.
26 августа 1842 года уволен от службы чином капитана 2-го ранга

## Упоминания в литературе

### У Гиляровского
Фофанов описан в автобиографической повести В. А. Гиляровского «Мои скитания», сначала со слов служившего матросом под его начальством Василия Югова (Китаева), затем по впечатлениям от личного знакомства писателя с Фофановым в 1877 году. В повести он представлен как успешный, но выделяющийся среди своих современников жестокостью к подчинённым, командир военного корабля. Югов живописует склонность Фофанова к рукоприкладству и применению телесных наказаний: «Такого зверя, как Фофан, отродясь на свете не бывало». Сам же Фофанов считает жестокость непременным условием поддержания служебной дисциплины: «Да разве с такими Васьками Юговыми можно быть не зверем? Я ж службу требовал, дисциплину держал».
Надо теперь пояснить, что Китаев был совсем не Китаев, а Василий Югов, крепостной, барской волей сданный не в очередь в солдаты и записанный под фамилией Югов в честь реки Юг, на которой он родился. Тогда вологжан особенно охотно брали в матросы. Васька Югов скоро стал известен как первый силач и отчаянная голова во всём флоте. При спуске на берег в заграничных гаванях Васька в одиночку разбивал таверны и уродовал в драках матросов иностранных кораблей, всегда счастливо успевая спасаться и являться иногда вплавь на свой корабль, часто стоявший в нескольких верстах от берега на рейде. Ему всыпали сотни линьков, гоняли сквозь строй, а при первом отпуске на берег повторялась та же история с эпилогом из линьков - и всё как с гуся вода.
Так рассказывал Китаев:
— Бились со мной, бились на всех кораблях и присудили меня послать к Фофану на усмирение. Одного имени Фофана все, и офицеры и матросы, боялись. Он и вокруг света сколько раз хаживал и в Ледовитом океане за китом плавал. Такого зверя, как Фофан, отродясь на свете не бывало: драл собственноручно, меньше семи зубов с маху не вышибал, да ещё райские сады на своём корабле устраивал.
Китаев улыбался...
— А райские сады Фофан так устраивал: возьмёт да и развесит провинившихся матросов в верёвочных мешках по реям… Висим и болтаемся… Это первое наказание у него было. Я болтался-болтался как мышь на нитке… Ну, привык, ничего — заместо качели, только скрюченный сидишь, неудобно малость.
И он, скорчившись, показал ту позу, в какой в мешках сиживал.
— Фофан был рыжий, так, моего роста и такой же широкий, здоровущий и красный из лица, как медная кастрюля, вроде индейца. Пригнали меня к нему как раз накануне отхода из Кронштадта в Камчатку. Судно, как стёклышко, огнём горит — надраили. Привели меня к Фофану, а он уже знает.
— Васька Югов? — спрашивает.
— Есть! — отвечаю.
— Крузенштерн, — а я у Крузенштерна на последнем судне был, — не справился с тобой, так я справлюсь. — И мигнул боцману. Ну, сразу за здраю-желаю полсотни горячих всыпали. Дело привычное, я и глазом не моргнул, отмолчался. Понравилось Фофану. Встаю, обеими руками, согнувшись, подтягиваю штаны, а он мне: — Молодец, Югов. — Бросил я штаны, вытянулся по швам и отвечаю: есть! А штаны-то и упали. Ещё больше это понравилось Фофану, что штаны позабыл для ради дисциплины.
- На сальник! - командует мне Фофан.
А потом и давай меня по вантам, как кошку, гонять. Ну, дело знакомое, везде первым марсовым был, понравился… С час гонял - а мне что! Похвалил меня Фофан и гаркнул:
- Будешь безобразничать - до кости шкуру спущу! И спускал. Вот, то есть как, за всякие пустяки, дерма драл, да в мешках на реи подвешивал. Прямо зверь был. Убить его не раз матросы собирались, да боялись подступиться.
Фофан меня лупил за всякую малость. Уже просто человек такой был, что не мог не зверствовать. И вышло от этого его характера вот какое дело. У берегов Японии, у островов каких-то, Фофан приказал выпороть за что-то молодого матроса, а он болен был, с мачты упал и кровью харкал. Я и вступись за него, говорю, стало быть, Фофану, что лучше меня, мол, порите, а не его, он не вынесет… И взбеленился зверяга…
- Бунт? Под арест его. К расстрелу! - орёт, и пена от злобы у рта.
Бросили меня в люк, а я и уснул. Расстреляют-то завтра, а я пока высплюсь. Вдруг меня кто-то будит:
- Дядя Василий, тебя завтра расстреляют, беги, - земля видна, доплывёшь.
Гляжу, а это тот самый матрос, которого наказать хотели… Оказывается, всё-таки Фофан простил его по болезни… Поцеловал я его, вышел на палубу; ночь тёмная, волны гудят, свищут, море злое, да всё-таки лучше расстрела… Нырнул на счастье, да и очутился на необитаемом острове… Потом ушёл в Японию с ихними рыбаками, а через два года на "Палладу" попал, потом в Китай и в Россию вернулся.
...я познакомился с её семьёй и бывал у них...
Первая встреча была такова.
Я вошёл. В столовой кипел самовар и за столом сидел с трубкой во рту седой старик с четырёхугольным бронзовым лицом и седой бородой, росшей густо только снизу подбородка. Одет он был в дорогой шёлковый, китайской материи халат, на котором красовался офицерский Георгий. Рядом мать Гаевской, с которой Гаевская познакомила меня в театре.
– Мой муж, – представила она мне его. – Очень рады гостю.
Я назвал себя.
– А я – капитан Фофанов.
Познакомились. За чаем разговорились. Конечно, я поинтересовался Георгием.
– За двадцать пять кампаний. Недаром достал. Поработал – и отдыхаю… Двадцать лет в отставке, а вчера восемьдесят стукнуло…
– Скажите, капитан, был ли у вас когда-нибудь на корабле матрос Югов, не помните?
– Югов! Васька Югов!
В слове Югов он сделал ударение на последнем слоге
– Был ли?! Да я этого мерзавца никогда не забуду! А вы почём его знаете?
– Да десять лет назад он служил у моего отца…
– Десять лет. Не может этого быть?!
И я описал офицеру Китаева.
– Как? Так Васька Югов жив? Вот мерзавец! Он только это и мог– никто больше! Как же он жив, когда я его списал с корабля утонувшим! Ну, ну и мерзавец. Лиза, слышишь? Этот мерзавец жив… Молодец, не ожидал. Ну, как, здоров ещё он?
Я рассказал подробно всё, что знал о Югове, а Фофанов всё время восклицал, перемешивая слова:
– Мерзавец!
– Молодец!
Наконец спросил:
– А про меня Васька не вспомнил?
– Вспоминал и говорит, что вы, – извините капитан, – зверь были, а командир прекрасный, он вас очень любил.
– Веррно, веррно… Если бы я не был зверь, так не сидел бы здесь и этого не имел. Он указал на георгиевский крест.
– Да разве с такими Васьками Юговыми можно быть не зверем? Я ж службу требовал, дисциплину держал. Он стукнул мохнатым кулачищем по столу.
– Ах, мерзавец! А вы знаете, что лучшего матроса у меня не бывало. Он меня в Индии от смерти спас. И силища была, и отчаянный же. Представьте себе, этот меррзавец из толпы дикарей, напавших на нас, голыми руками индийского раджу выхватил как щенка и на шлюпку притащил. Уж исполосовал я это индийское чудище линьками! Чёрт с ним, что король, никого я никогда не боялся… только… Ваську Югова боялся… Его боялся… Что с него, дьявола, взять? Схватит и перервёт пополам человека… Ему всё равно, а потом казни… Раз против меня, под Японией было, у Ослиных островов бунт затеял, против меня пошёл. Я его хотел расстрелять, запер в трюм, а он, чёрт его знает как, пропал с корабля… Всё на другой день перерыли до синь пороха, а его не нашли. До Ослиных островов было несколько миль, да они сплошной камень, в бурунах, погода свежая… Думать нельзя было… Так и решили, что Васька утонул, и списал я его утонувшим.
– А вот оказалось доплыл до берега, – сказал я.
Про кого ни скажи, что пять миль при норд-осте в ноябре там проплывёт – не поверю никому… Опять же Ослиные острова – дикие скалы, подойти нельзя… Один только Васька и мог… Ну, и дьявол!
Много рассказывал мне Фофанов, до поздней ночи, но ничего не доканчивал и всё сводил на восклицание:
– Ну, Васька! Ну, мерзавец!
При прощании обратился ко мне с просьбой:
– Если увидите Ваську, пришлите ко мне. Озолочу мерзавца. А всё-таки выпорю за побег!

И каждый раз, когда я приходил к Фофанову, старик много мне рассказывал, и, между прочим, в его рассказах, пересыпаемых морскими терминами, повторялось то, что я когда-то слыхал от матроса Китаева. Старик читал газеты и, главным образом, конечно, говорил о войне, указывал ошибки военачальников и всех ругал, а я не возражал ему и только слушал. Я отдыхал в этой семье под эти рассказы...

### У Екатерины Киселёвой
Встреча и беседы В. А. Гиляровского с В. И. Фофановым описаны также Екатериной Георгиевной Киселёвой в книге «Гиляровский на Волге»

## Награды
- Орден Святой Анны 4-й степени с надписью «За храбрость» (21.12.1827);
- Орден Святого Георгия 4-й степени (03.12.1842).